# Faraonovy doutníky
Faraonovy doutníky (francouzsky Les Cigares du pharaon) je čtvrtý díl komiksové série Tintinova dobrodružství, napsaných a ilustrovaných belgickým spisovatelem a ilustrátorem Hergém.

## Vydání a jiné verze
Soubor byl vydáván jako černobílý komiks v časopise "Le Petit Vingtiéme" od 8. prosince 1932 do 8. března 1934. Samostatně byl vydán v černobílém albu roku 1934. V roce 1955 Hergé album přepracoval a zkrátil na obvyklých 62 stran a vydal již barevně. V České republice album vydalo nakladatelství Albatros v roce 2004.

## Děj
Tintin se vydává na Dálný východ. Cílem jeho cesty je Šanghaj, tam ale dorazí až ve druhé části příběhu, v albu Modrý lotos. Vydává se po stopách Faraonových doutníků značky Flor Fina, jejichž tabákový obal slouží jako schránka pro pašování opia. Většinu členů příslušné mezinárodní pašerácké bandy sice po mnoha peripetiích odhalí a předá policii, její vůdce však stále uniká a bude demaskován až ve druhé části příběhu. K prvnímu setkání s doutníky i s úklady pašeráků dojde nedaleko Káhiry v hrobce faraona Semtam-Chaose (v originále "Kih-Oskh"). K faraonově hrobce ho přivede profesor Filemon Silikon, kterého se postupně zmocňuje šílenství. Profesor Silikon je nakonec ubytován v ústavu pro duševně choré.